# Silvestro Palma
Silvestro di Palma (15. března 1754 Barano d’Ischia – 8. srpna 1834 Neapol) byl italský hudební skladatel. Příslušník Neapolské operní školy.

## Život
Silvestro Palma přišel do Neapole v šestnácti letech aby studoval na konzervatoři Conservatorio di Santa Maria Loreto zpěv u Saveria Valente a harmonii a kontrapunkt u Fedele Fenaroliho. Studium mu financovala dcera hraběte ze San Severa.
Jeho první opera, La Finta Matta, byla uvedena v roce 1789 v Teatro dei Fiorentini. Na své další opeře, Le vane gelosie, která měla premiéru v roce 1790, spolupracoval se zkušeným skladatelem Giovanni Paisiellem. Následovala řada vesměs úspěšných oper psaných ve stylu svého učitele Giovanni Paisiella. Většina z nich měla premiéru v Teatro dei Fiorentini. V roce 1814 ukončil ze zdravotních důvodů činnost operního skladatele a věnoval se převážně chrámové hudbě.

## Dílo

### Opery
- La finta matta (commedia per musica, libreto Domenico Piccinni, 1789, Neapol)
- Le vane gelosie (spolupráce na opeře Giovanni Paisiella, 1790, Neapol)
- Gli amanti della dote (dramma giocoso, libreto Francesco Saverio Zini, 1791, Florencie)
- Le nozze in villa (intermezzo, 1792, Řím)
- Chi mal fa, mal aspetti, ovvero Lo scroccatore mascherato (dramma tragicomico, 1792, Benátky)
- L'ingaggiatore di campagna (intermezzo, 1792, Florencie)
- La pietra simpatica (commedia per musica, libreto Giovanni Battista Lorenzi, 1795, Neapol)
- Gli amanti ridicoli (commedia per musica, libreto Giovanni Battista Lorenzi, 1797, Neapol)
- Il pallone aerostatico (commedia per musica, libreto Giuseppe Palomba, 1802, Neapol)
- Le seguaci di Diana (commedia per musica, libreto Giovanni Battista Lorenzi, 1805, Neapol)
- L'erede senza eredità (commedia per musica, libreto Giuseppe Palomba, 1808, Neapol)
- Lo scavamento (commedia per musica, libreto Giuseppe Palomba, 1810, Neapol)
- I furbi amanti (commedia per musica, libreto Giuseppe Palomba, 1810, Neapol)
- Il palazzo delle fate (commedia per musica, libreto Giuseppe Palomba, 1812, Neapol)
- I vampiri (commedia per musica, libreto Giuseppe Palomba, 1812, Neapol)
- Le minire di Polonia (melodramma, libreto G. Giannetti, 1813, Neapol)

### Opery s autorstvím nejistým
- La schiava fortunata (1801, Neapol)
- Il naturalista immaginario (1806, Florencie)
- La sposa contrastata (1813, Neapol)
- Il geloso di sé stesso (1814)
- I giudici di Agrigento

### Chrámové skladby
- Magnificat per soprano e organo
- Salve regina per soprano e organo
- Miserere per soprano e organo
- Litania per soprano e organo
- Veni Creator Spiritus per soprano e organo
- Le sette stazioni della vergine addolorata per 2 soprani e basso continuo
- Sancta maria, sancta Dei Genitrix

### Jiná díla
- Sinfonia in si maggiore
- Sonata in re maggiore per fortepiano
- 3 pezzi per clavicembalo